# Luquetia lobella
Luquetia lobella — вид лускокрилих комах родини плоских молей (Depressariidae).

## Поширення
Вид поширений в більшій частині Європи, крім Ірландії, Піренейського півострова, Фінляндії, Естонії та більшої частини Балканського півострова. Присутній у фауні України.

## Опис
Передні крила 23-26 мм завдовжки. Личинки яскраво-зелені з білою повздовжньою смужкою.

## Спосіб життя
Метелики літають в червні. Личинки живляться листям терену, глоду і горобини. Заляльковування відбувається в шовковому коконі серед підстилки. Зимує на стадії лялечки.